# David Stone (claviériste)
Pour les articles homonymes, voir David Stone.
David Stone (né Michael David Stoyanoff en 1952 à Toronto, Ontario, Canada) est un claviériste canadien connu surtout pour avoir joué avec Rainbow. Il est actuellement membre du groupe canadien AraPacis.

## Biographie
Stone joue d'abord dans le groupe Symphonic Slam avec le chanteur BB Gabor, avant d'intégrer Rainbow, le groupe de Ritchie Blackmore en remplacement de Tony Carey. Il n'y restera que le temps d'un album studio Long Live rock 'n roll et d'une tournée.
Après son départ de Rainbow, Stone travaille sur le circuit de tournée de l'agence Bud Matton.
En 1980, il joue avec BB Gabor, puis avec le groupe canadien Max Webster à l'occasion de leur album Universal Juveniles .
En 1991, Stone joue sur une démo du groupe de prog metal américain Vision.
En 2019, il joue sur l'album Paradox of Denial du groupe de hard rock / prog metal AraPacis qu'il rejoint en septembre 2019. En 2020, le groupe sort un EP : Déjà Hard  et en 2021 l'album Waterdog.
Stone a été marié à la journaliste primée Madelaine Drohan.

## Discographie

### Symphonic Slam
- Everytime (1976)

### Rainbow
- Long Live rock 'n roll (1978)
- Live in Munich 1977 (2006)

### BB Gabor
- BB Gabor (1980)

### Max Webster
- Universal Juveniles (1980)

### AraPacis
- Paradox of Denial (2019)
- Déjà Hard (2020)
- Waterdog (2021)